# Hala za Mnichem
Die Alm Hala za Mnichem (deutsch: Alm hinter dem Mönch) ist eine Alm im Tal Dolina Rybiego Potoku, konkret seinem Hängetal Dolina za Mnichem, in der polnischen Hohen Tatra in der Woiwodschaft Kleinpolen.

## Geschichte
Die Alm wurde im 17. Jahrhundert als höchstgelegene Alm in Polen angelegt und war bis zur Gründung des Tatra-Nationalparks im Jahr 1954 in Betrieb. Eigentümer war die Familie Murzański aus dem Dorf Groń. Die Eigentümer wurden 1961 enteignet.

## Tourismus
Auf die Alm führen zwei Wanderwege:
▬ Durch das Tal führt ein rot markierter Wanderweg vom Bergsee Meerauge auf den Gebirgspass Wrota Chałbinskiego.
▬ Das Tal wird im unteren Bereich durch einen gelb markierten Wanderweg, Ceprostrada genannt, vom Bergsee Meerauge auf den Gebirgspass Szpiglasowa Przełęcz gekreuzt.